# Megaselia borgmeieri
Megaselia borgmeieri är en tvåvingeart som beskrevs av Rudolf Beyer 1965. Megaselia borgmeieri ingår i släktet Megaselia och familjen puckelflugor. Inga underarter finns listade i Catalogue of Life.